# Nyctemera luzonica
Nyctemera luzonica är en fjärilsart som beskrevs av Swinhoe 1917. Nyctemera luzonica ingår i släktet Nyctemera och familjen björnspinnare. Inga underarter finns listade i Catalogue of Life.